# 19523 Паолофрізі
19523 Паолофрізі (19523 Paolofrisi) — астероїд головного поясу, відкритий 18 грудня 1998 року.
Тіссеранів параметр щодо Юпітера — 3,309.